# Tildipirosine
Tildipirosine (INN; merknaam: Zuprevo) is een macrolide antibioticum voor gebruik in de diergeneeskunde. Het wordt toegediend bij varkens en runderen voor de behandeling van luchtwegaandoeningen, veroorzaakt door bepaalde bacteriën. Runderen die melk produceren voor menselijke consumptie mogen er niet mee behandeld worden.
Het is een semisynthetisch antibioticum, afgeleid van de in de natuur voorkomende verbinding tylosine. De ATCvet-code van tildipirosine is QJ01FA96.

## Werking
Tildipirosine behoort tot de macroliden. Het heeft een lactonring met 16 atomen en drie basische groepen. Macroliden remmen de werking van de ribosomen van de bacteriën en verhinderen daarmee de groei van de bacteriën. Tildipirosine heeft een lange werking; na een injectie blijft het drie tot vier weken actief.

## Regelgeving
Het Europees Geneesmiddelenagentschap heeft op 6 mei 2011 een vergunning verleend aan Intervet voor het op de markt brengen van Zuprevo.